# Frullania aoshimensis
Frullania aoshimensis là một loài Rêu trong họ Jubulaceae. Loài này được Horik. mô tả khoa học đầu tiên năm 1929.